# Araiophos eastropas
Araiophos eastropas är en fiskart som beskrevs av Elbert Halvor Ahlstrom och Moser, 1969. Araiophos eastropas ingår i släktet Araiophos och familjen pärlemorfiskar. IUCN kategoriserar arten globalt som otillräckligt studerad. Inga underarter finns listade i Catalogue of Life.